# Indohya adlardi
Espèce
Indohya adlardi est une espèce de pseudoscorpions de la famille des Hyidae.

## Distribution
Cette espèce est endémique du Pilbara en Australie-Occidentale. Elle se rencontre à une quarantaine de kilomètres à l'Ouest de Pannawonica dans la vallée de la Robe River dans la Mesa B.

## Description
La femelle holotype mesure 2,37 mm, les femelles mesurent de 2,27 à 2,83 mm.

## Systématique et taxinomie
Cette espèce a été décrite par Harvey et Burger en 2023.

## Étymologie
Cette espèce est nommée en l'honneur de Robert Douglas Adlard. 

## Publication originale
- Harvey, Burger, Abrams, Finston, Huey & Perina, 2023 : « The systematics of the pseudoscorpion genus Indohya (Pseudoscorpiones: Hyidae) in Australia. » Zootaxa, no 5342(1), p. 1-119.